# Канадське королівське географічне товариство
Канадське королівське географічне товариство (англ. Royal Canadian Geographical Society, фр. Société géographique royale du Canada) — географічне товариство, засноване 1929 року в Оттаві.

## Короткий опис
Товариство було засноване 1929 року Чарлзом Камселлом та групою відомих діячів Канади з метою поширення географічних знань про Канаду. На першому засідання засновник товариства Чарлз Камселл заявив, що мета товариства суто патріотична, а його діяльність матиме об'єднуючий вплив на життя в Канаді.
Товариство є неприбутковою організацією й фінансується з членських внесків та пожертв. Головною метою товариства є популяризація географічних знань про Канаду в самій Канаді та в інших країнах світу. Товариство видає журнали «Canadian Geographic» англійською та «Géographica» французькою мовами. Товариство має освітні програми, займається організацією наукових конференцій, видає гранти на певні напрямки географічних досліджень та організовує географічні експедиції. Канадське королівське географічне товариство також заснувало низку наукових відзнак: «Медаль Массея» (за особистий внесок в дослідження географії Канади), «Золота медаль Канадського королівського географічного товариства» (за особистий або колективний внесок у розвиток географічних досліджень), Медаль Камселла (за особливі заслуги перед товариством), Канадська премія екологічних інновацій.
Адреса товариства: 1155 Lola Street, Ottawa, Canada.